# Leonard Eisenbud
Leonard „Leon“ Eisenbud (* 3. August 1913 in Elizabeth, New Jersey; † 13. November 2004 in Haverford, Pennsylvania) war ein US-amerikanischer theoretischer Physiker.

## Leben
Eisenbud studierte an der Union College in New York mit dem Bachelor-Abschluss 1935, war ein Jahr 1940/1941 am Institute for Advanced Study, arbeitete im Zweiten Weltkrieg in der Radarforschung am Radiation Lab des Massachusetts Institute of Technology (1943–1946) und wurde 1948 bei Eugene Wigner an der Princeton University in theoretischer Physik promoviert. In der McCarthy-Ära hatte er Probleme, eine akademische Anstellung zu finden, und war von 1948 bis 1958 bei der Bartol Research Foundation in Pennsylvania. 1958 ging er als Professor an die State University of New York at Stony Brook (SUNY), wo er die Physik-Fakultät mit aufbaute. Er war dort von 1958 bis 1962 und 1968/69 Vorstand der Fakultät. 1983 wurde er emeritiert.
Eisenbud war ein Freund von Paul Erdős. Er schrieb eine Einführung in die Kernphysik mit Wigner.
Er ist der Vater des Mathematikers David Eisenbud. Die Eisenbud Lectures an der Brandeis University sind nach ihm benannt (und von ihm gestiftet). Eisenbud war Fellow der American Physical Society.

## Eisenbud-Preis
Der Eisenbud-Preis der American Mathematical Society ist nach ihm benannt. Er wird seit 2008 alle drei Jahre für Arbeiten im Schnittbereich Mathematik und Physik vergeben und ist mit 5000 Dollar dotiert. Die Veröffentlichung muss aus den letzten sechs Jahren sein.
Preisträger waren:
- 2008 Hiroshi Ōguri, Andrew Strominger, Cumrun Vafa
- 2011 Herbert Spohn
- 2014 Gregory W. Moore
- 2017 László Erdős, Horng-Tzer Yau
- 2020 Kevin Costello
- 2023 Jason P. Miller, Scott Sheffield

## Schriften
- mit Eugene Wigner Nuclear Structure, Princeton University Press 1958.
  - deutsche Übersetzung: Einführung in die Kernphysik, BI Hochschultaschenbücher 1961.
- Conceptual Foundations of Quantum Mechanics. Van Nostrand Reinhold 1971, AMS Chelsea Publ. 2007.